# Vicente Rocafuerte

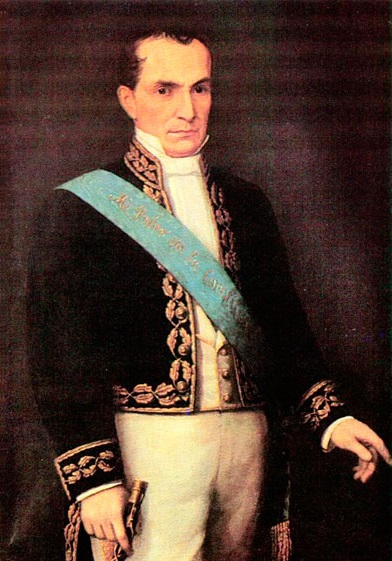
Vicente Rocafuerte (1834)

Vicente Rocafuerte Bejarano (* 1. Mai 1783 in Guayaquil, Vizekönigreich Neugranada; † 16. Mai 1847 in Lima, Peru) war ein ecuadorianischer Politiker. Er war vom 10. September 1834 bis zum 31. Januar 1839 der zweite Präsident von Ecuador.

## Leben

### Jugend und militärischer Aufstieg
Rocafuerte stammte aus einer adligen Familie aus Guayaquil; sein Vater war in Morella in Spanien geboren, seine Mutter stammte aus der einheimischen Oberschicht. Er wurde nach Madrid geschickt, um dort seine Studien zu vollenden. Im Jahr 1808 kehrte er nach Ecuador zurück und nahm aktiv an den Unabhängigkeitskämpfen gegen die Spanier teil. Er wurde als Vertreter Neugranadas in die Cortes de Cádiz (1810–1814), eine verfassunggebende Versammlung nach den napoleonischen Kriegen in Spanien, gewählt. Dort sprach er sich gegen die Unterordnung unter König Ferdinand VII. aus. Nach der Gründung von Großkolumbien (1816) setzte er sich gegen jenen Staat ein und für die Unabhängigkeit dessen, was Ecuador wurde.

### Politik
Nach der erreichten Unabhängigkeit Ecuadors wurde Rocafuerte 1830 als liberaler Kandidat für die Provinz Pichincha in die Nationalversammlung gewählt. Er profilierte sich als Gegner des Präsidenten Juan José Flores und wurde von diesem verbannt. Er ließ sich in Peru nieder, konnte aber nach Beilegung seiner Probleme mit Flores nach Ecuador zurückkehren.
Am 20. September 1833 wurde er Gouverneur der Provinz Guayas. Einen Monat später, am 20. Oktober 1833 initiierte er einen Aufstand gegen Flores, der aber mit seiner eigenen Gefangennahme im Juli 1834 endete. Er schloss anschließend einen Pakt mit Flores, der besagte, dass Rocafuerte Flores’ Nachfolger als Präsident nach Ende von dessen Amtszeit am 10. September 1834 werden würde, während Flores die Kontrolle über die Armee behalten sollte.
Während seiner Amtszeit (1834–1839) erhielt Ecuador eine neue, liberale Verfassung (1835), die unter anderem der indigenen Bevölkerung mehr Rechte gab, aber die Sklaverei nicht abschaffte. Ebenso wurde das erste systematische Strafgesetzbuch des Landes verabschiedet. Im Jahr 1839 wurde Flores nach dem Ende von Rocafuertes Amtszeit erneut zum Präsidenten gewählt. Streitigkeiten zwischen Flores und Rocafuerte blieben für einen Großteil von Flores’ erneuter Amtszeit aus. Allerdings erließ Flores 1842 eine neue Verfassung, die diejenige von 1835 ersetzte. Diese wurde als „Sklavereibrief“ bekannt und hatte unter anderem zur Folge, dass Rocafuerte das Land Richtung Peru verließ. Rocafuerte wurde inzwischen erneut Gouverneur von Guayas, wo er insbesondere durch sein persönliches Engagement bei der Bekämpfung einer Gelbfieber-Epidemie in der Provinzhauptstadt Guayaquil im Jahre 1842 in die Geschichte einging.
Am 6. März 1845 unternahm Rocafuerte zusammen mit Vicente Ramón Roca einen Aufstand, dem die so genannte „Märzrevolution“ folgte. Am 18. Juni floh Flores nach Peru. Nach einer kurzen Interims-Präsidentschaft von José Joaquín de Olmedo wurde Vicente Ramón Roca Präsident.
Rocafuerte diente unter Roca als Sondergesandter in verschiedenen südamerikanische Länder. Er starb am 16. Mai 1847 in der peruanischen Hauptstadt Lima. Seine sterblichen Überreste befinden sich in einem repräsentativen Mausoleum auf dem allgemeinen Friedhof von Guayaquil.